# عدسی فرسنل

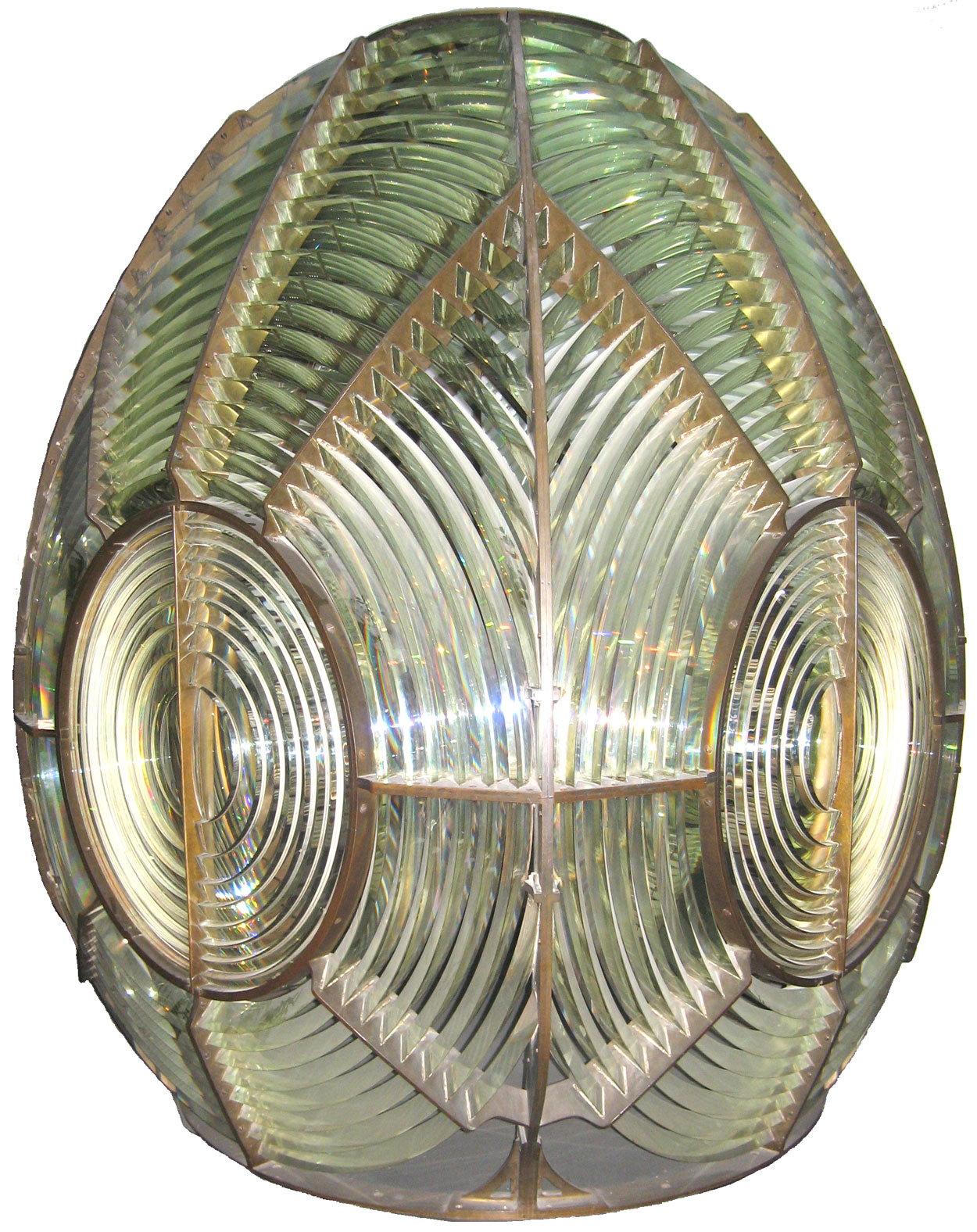
لنز فرنل یک فانوس دریایی

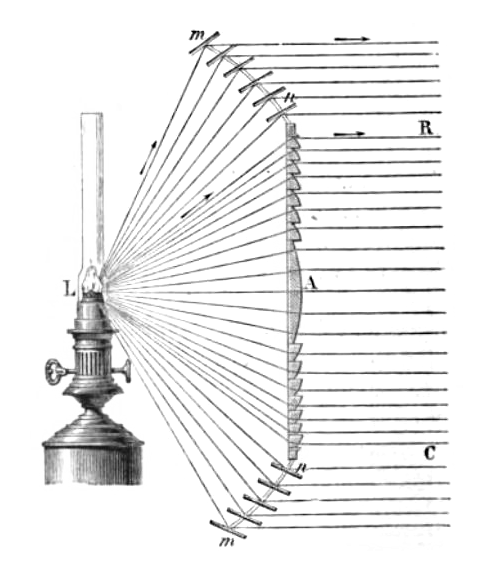
چگونگی متمرکزکردن نور به‌وسیلهٔ لنز فرنل

۱-سطح مقطع یک لنز فرنل ۲- سطح مقطع یک لنز سنتی با قدرت یکسان

لنز فرنل (Fresnel Lens) (یا آنچه که به اشتباه عدسی فرسنل خوانده می‌شود)، نوعی عدسی است که در اصل توسط یک فیزیکدان فرانسوی به نام آگوستن-ژان فرنل برای فانوس‌های دریایی ساخته شد. طراحی آن به گونه‌ای است که امکان تولید لنزهایی با دهانهٔ بزرگ و فاصلهٔ کانونی کوچک را فراهم می‌کند، بدون اینکه نیازی به جرم و حجمی از ماده که در لنزهای سنتی استفاده می‌شود باشد. در مقایسه با لنزهای سنتی حجیم، عدسی فرنل بسیار نازک‌تر، بزرگتر، و مسطح‌تر است، و نور مایل بیشتری را از منبع جذب می‌کند؛ بنابراین این امکان را فراهم می‌آورد که فانوس‌های دریایی از فاصله‌های بسیار دور رویت‌پذیر باشند.

## نگارخانه

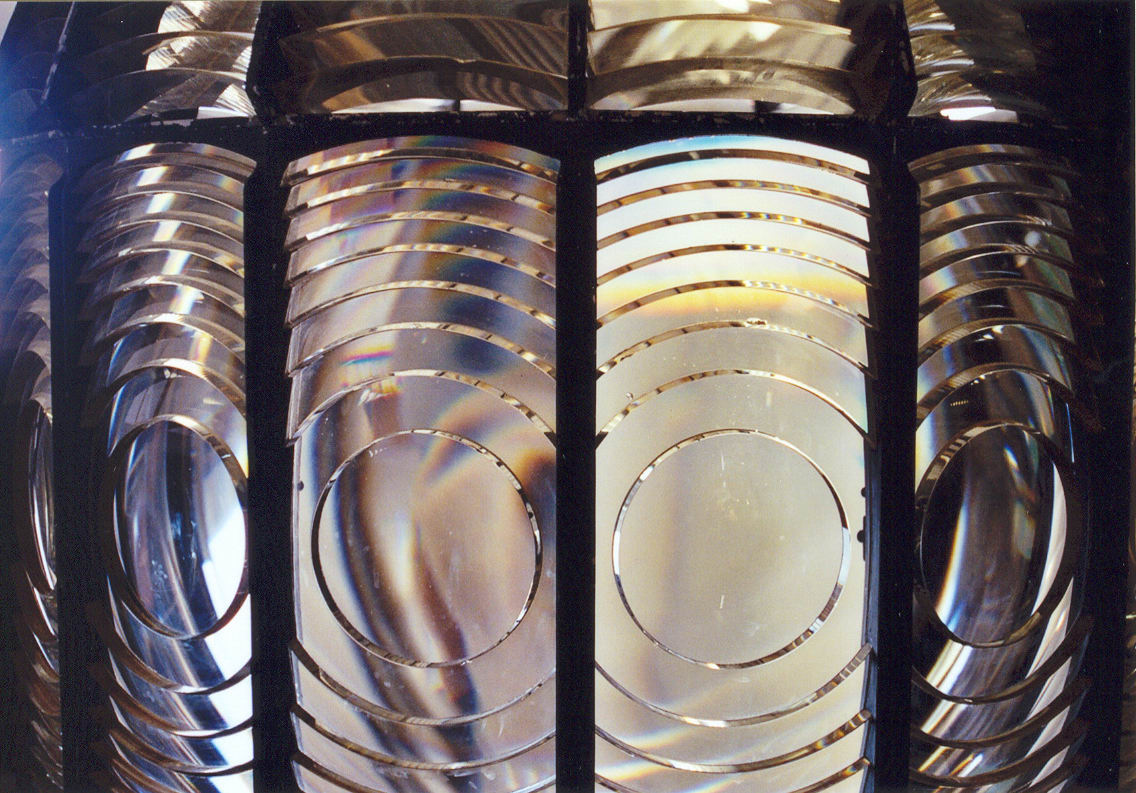
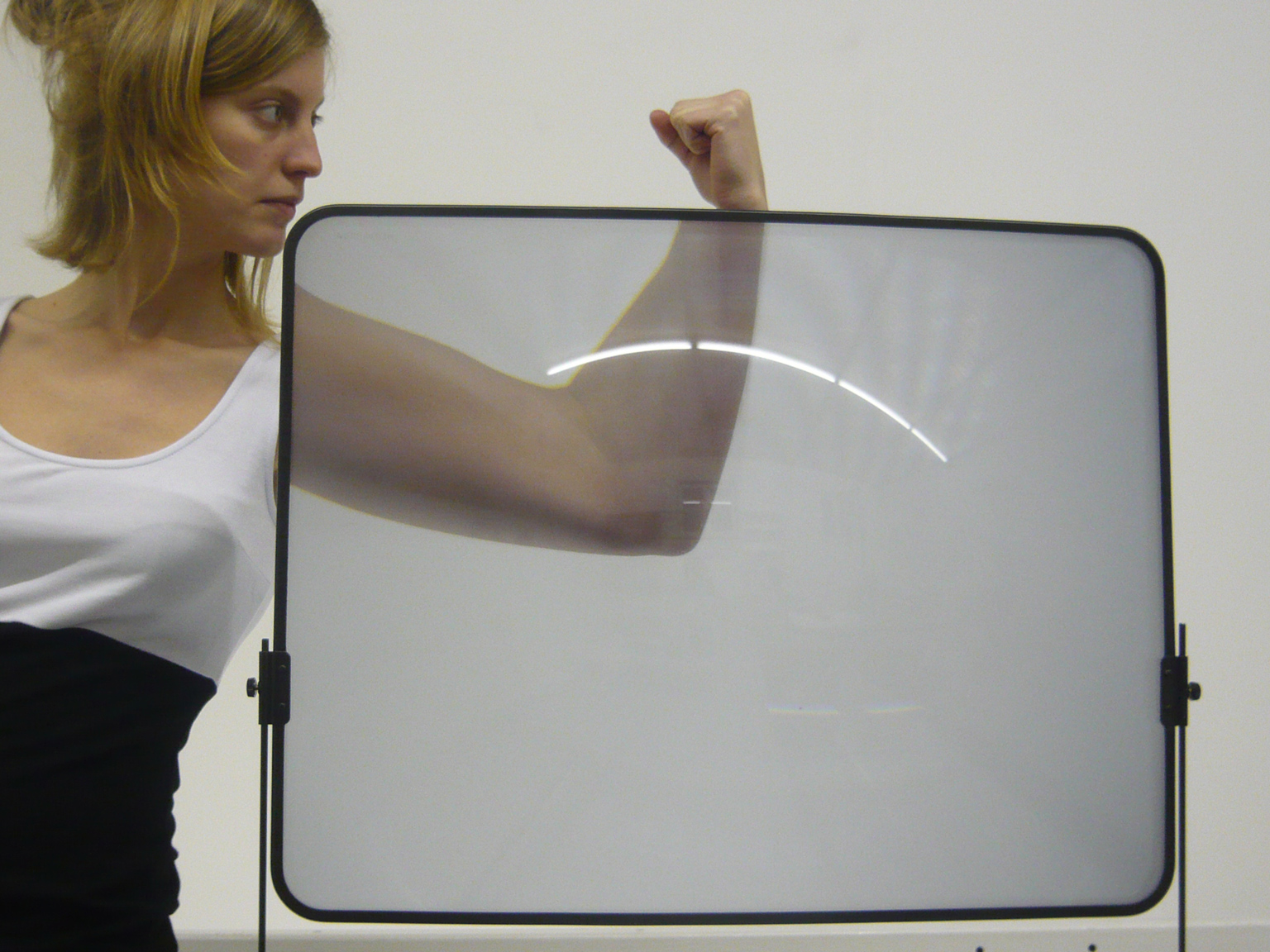
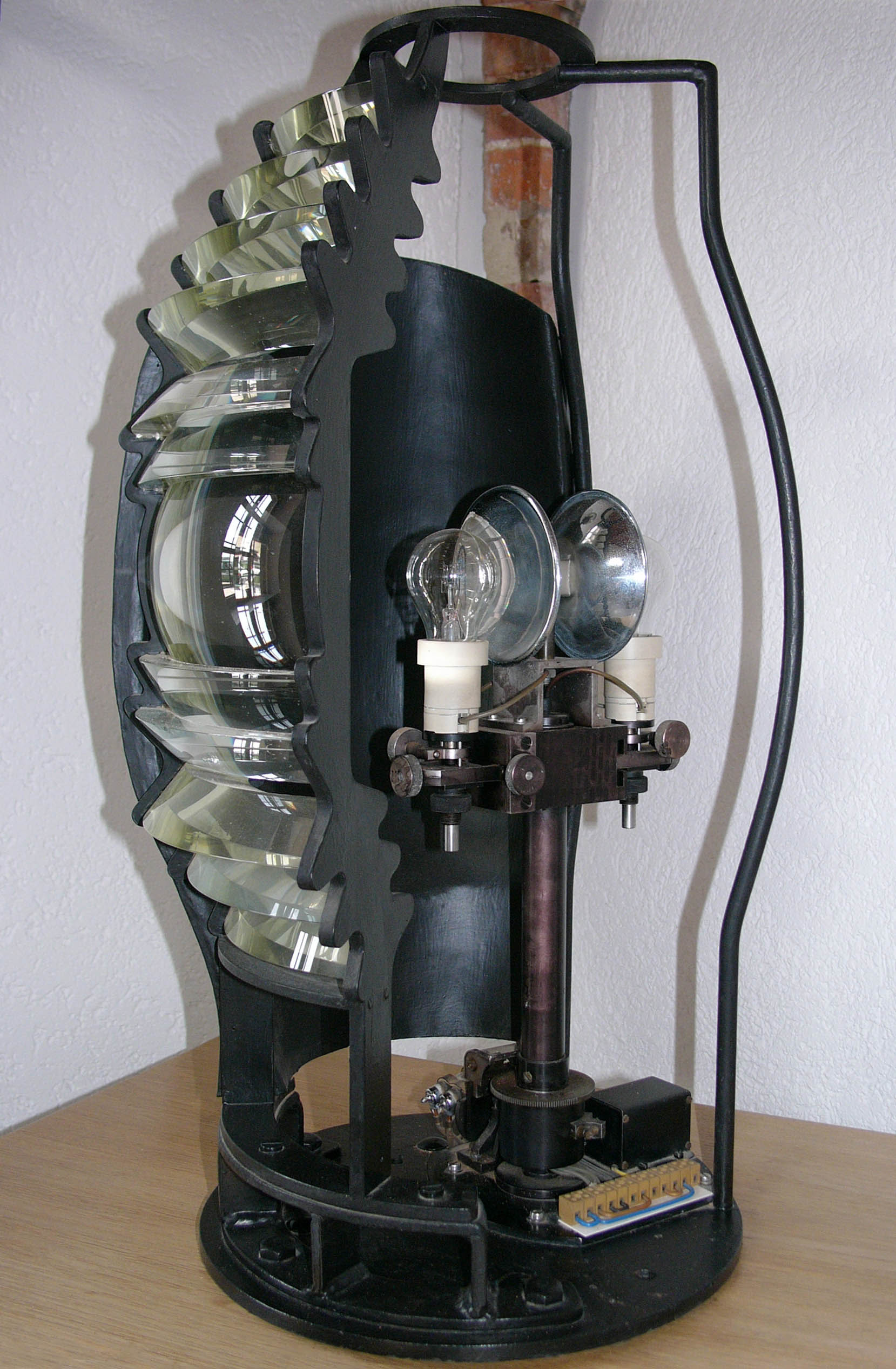
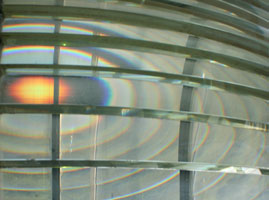
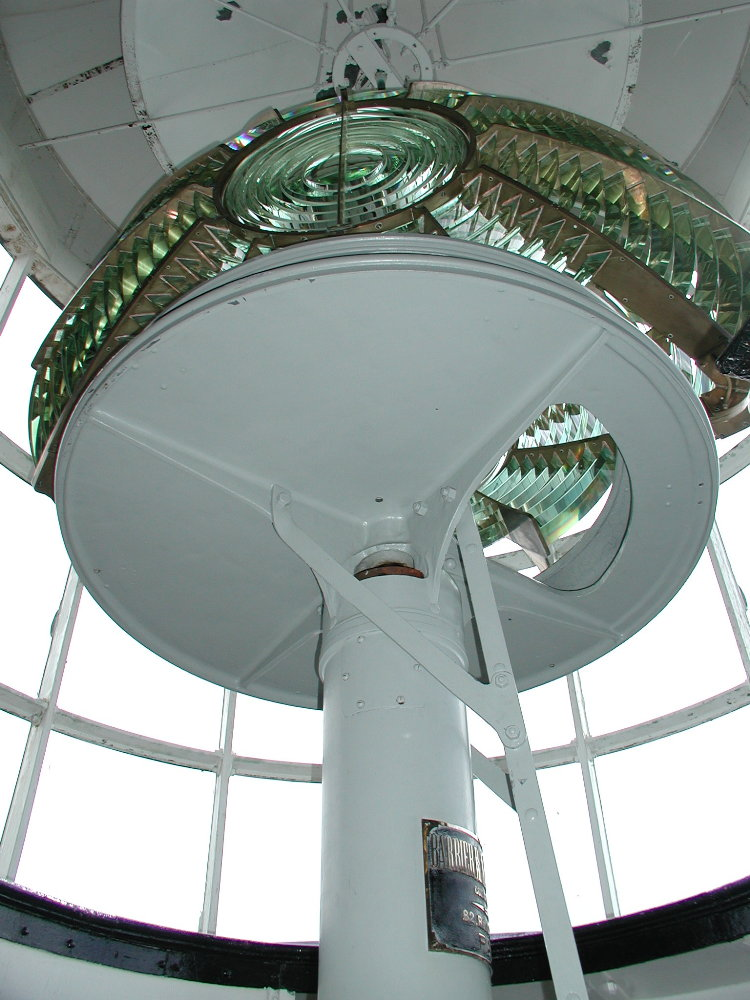
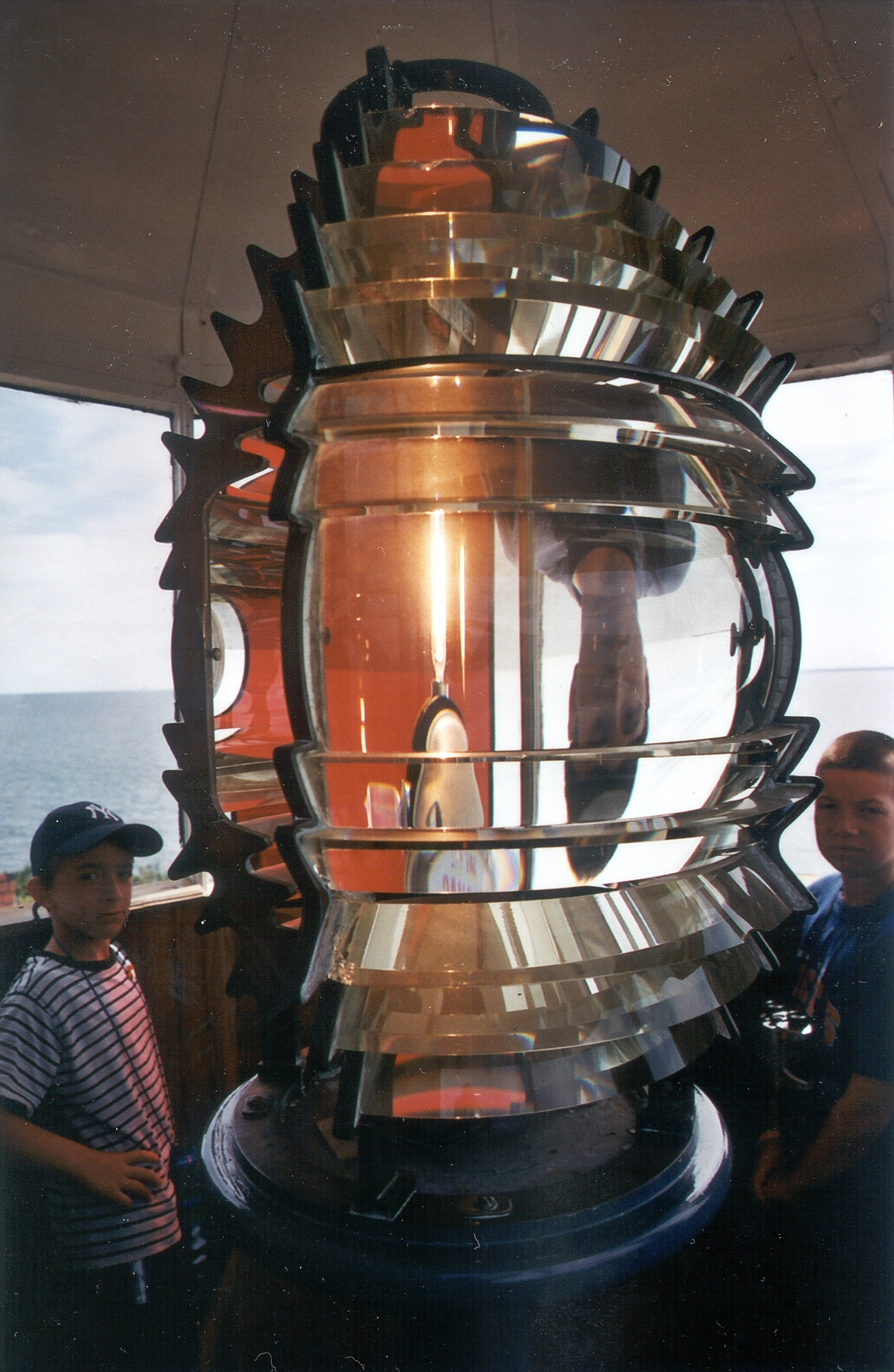
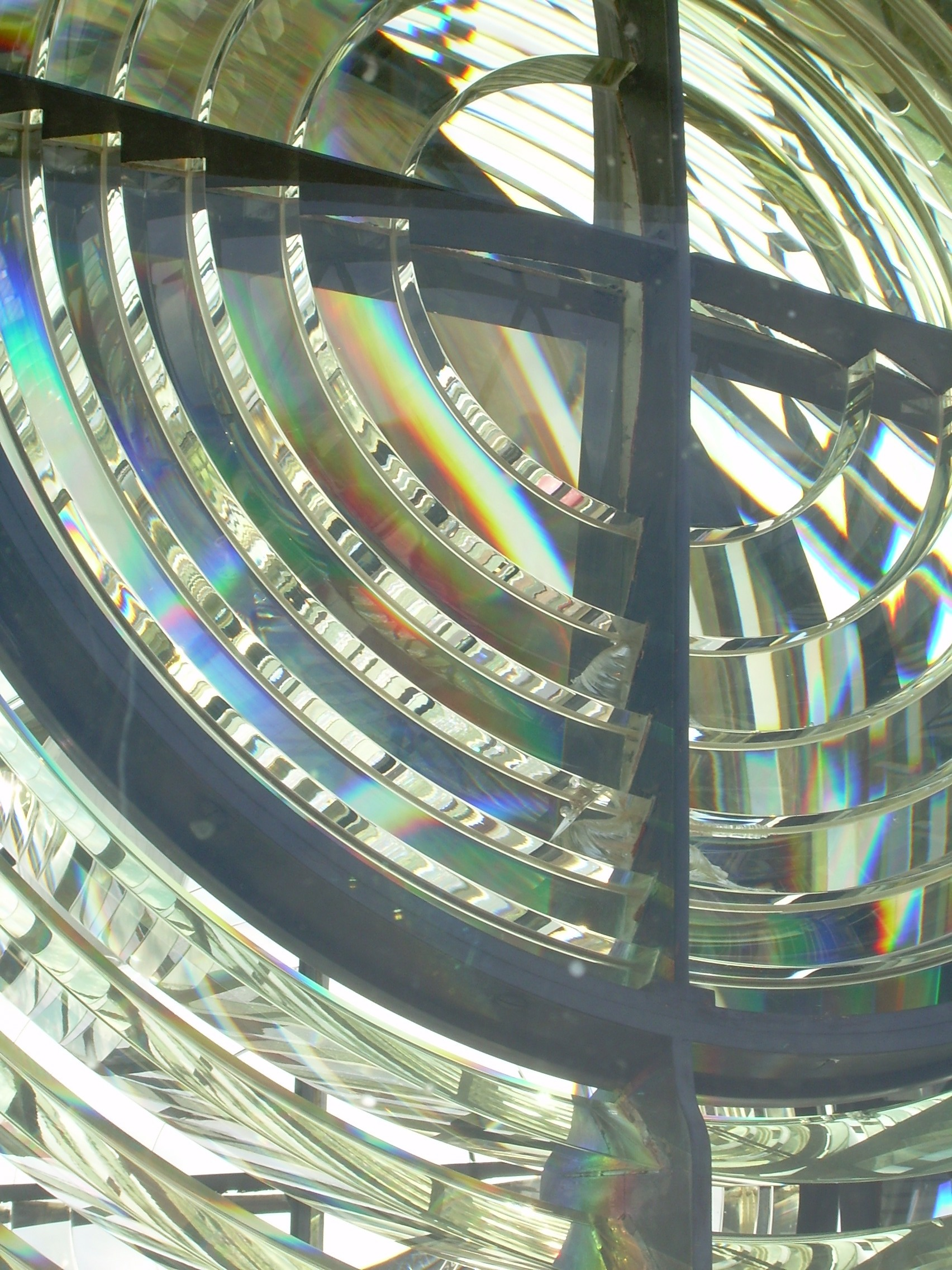
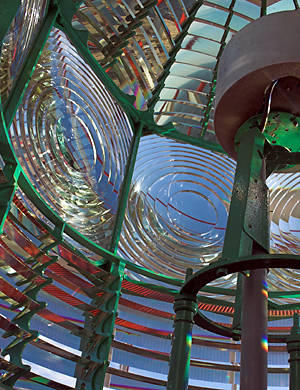
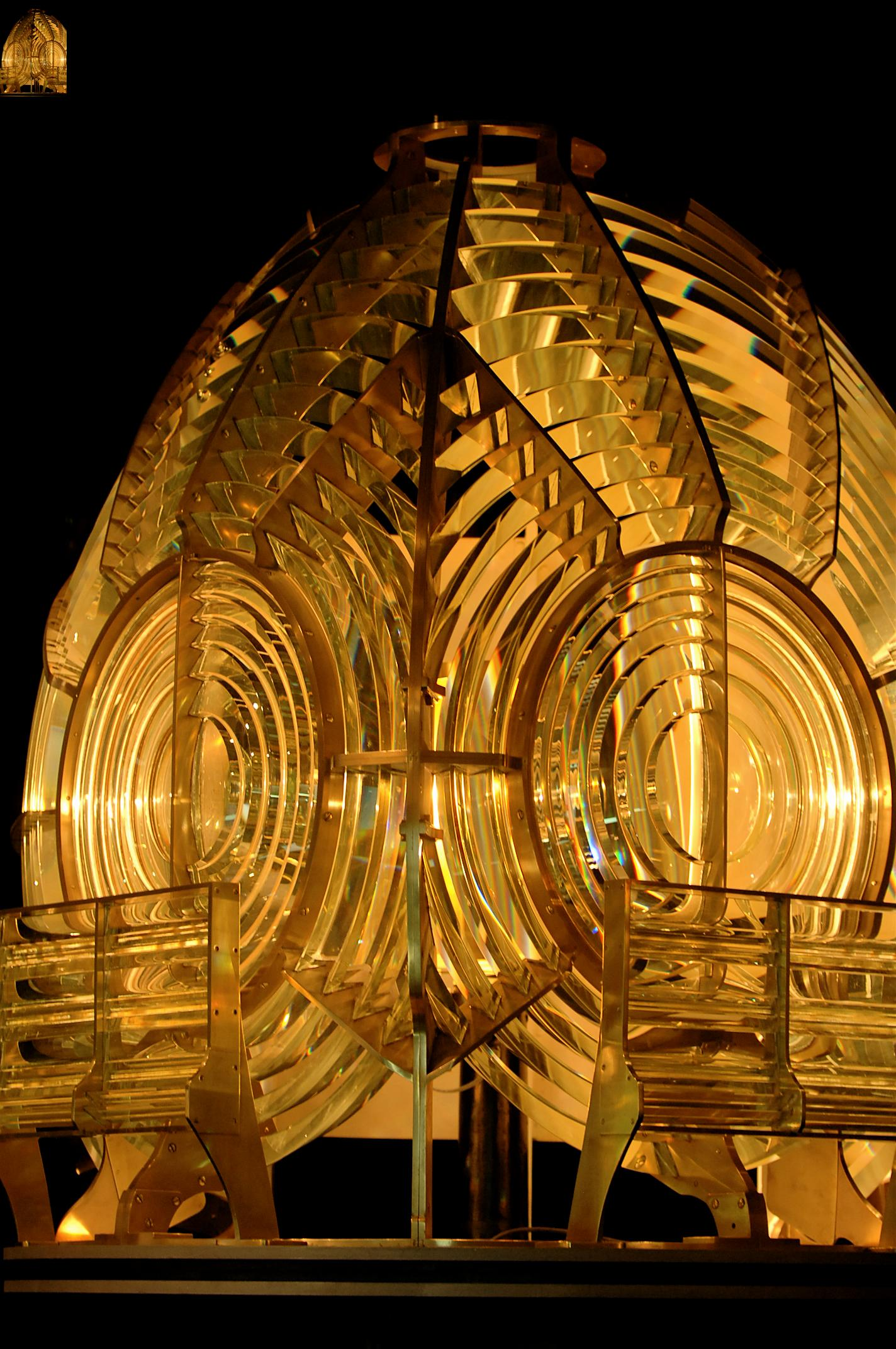
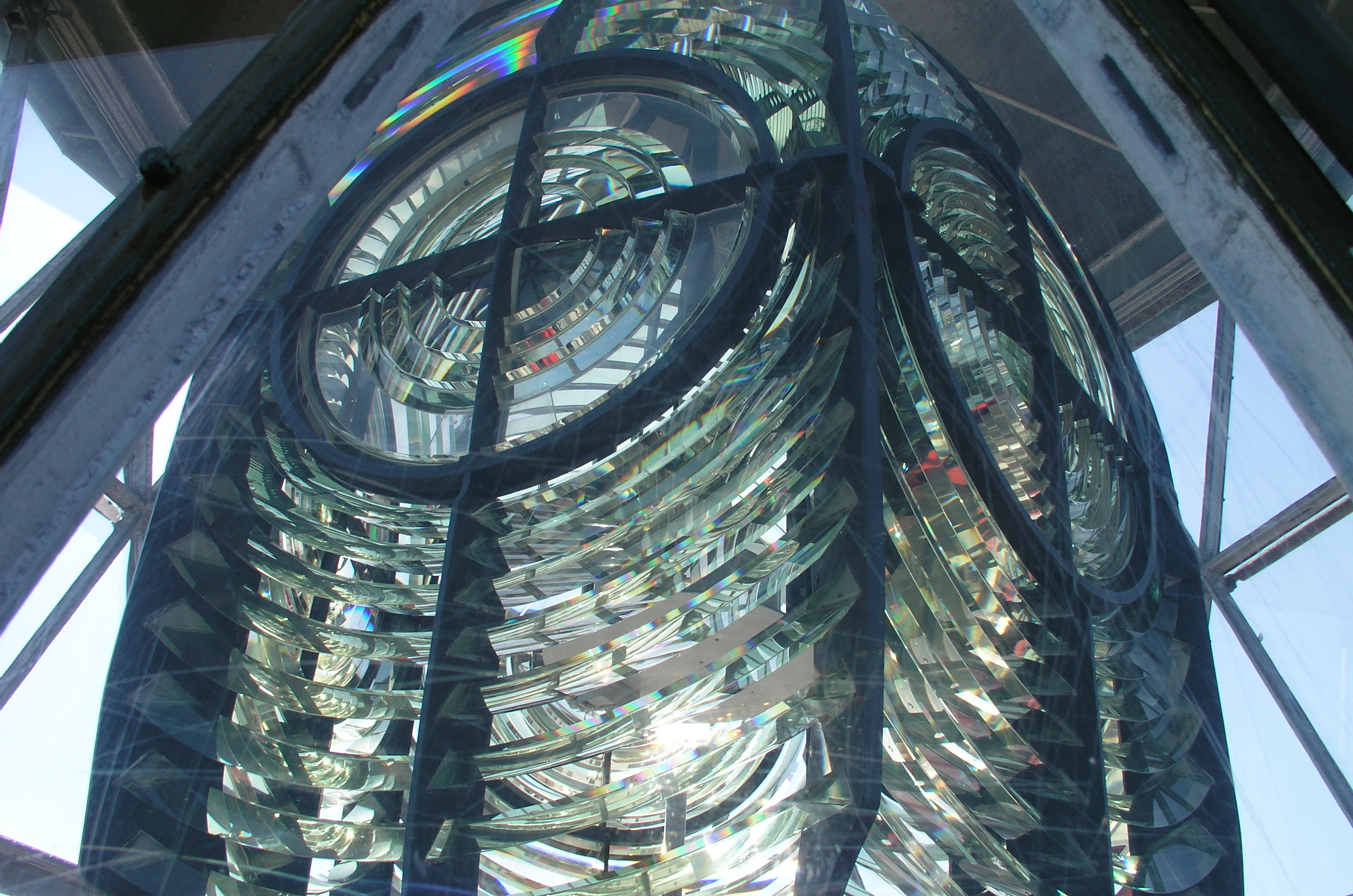
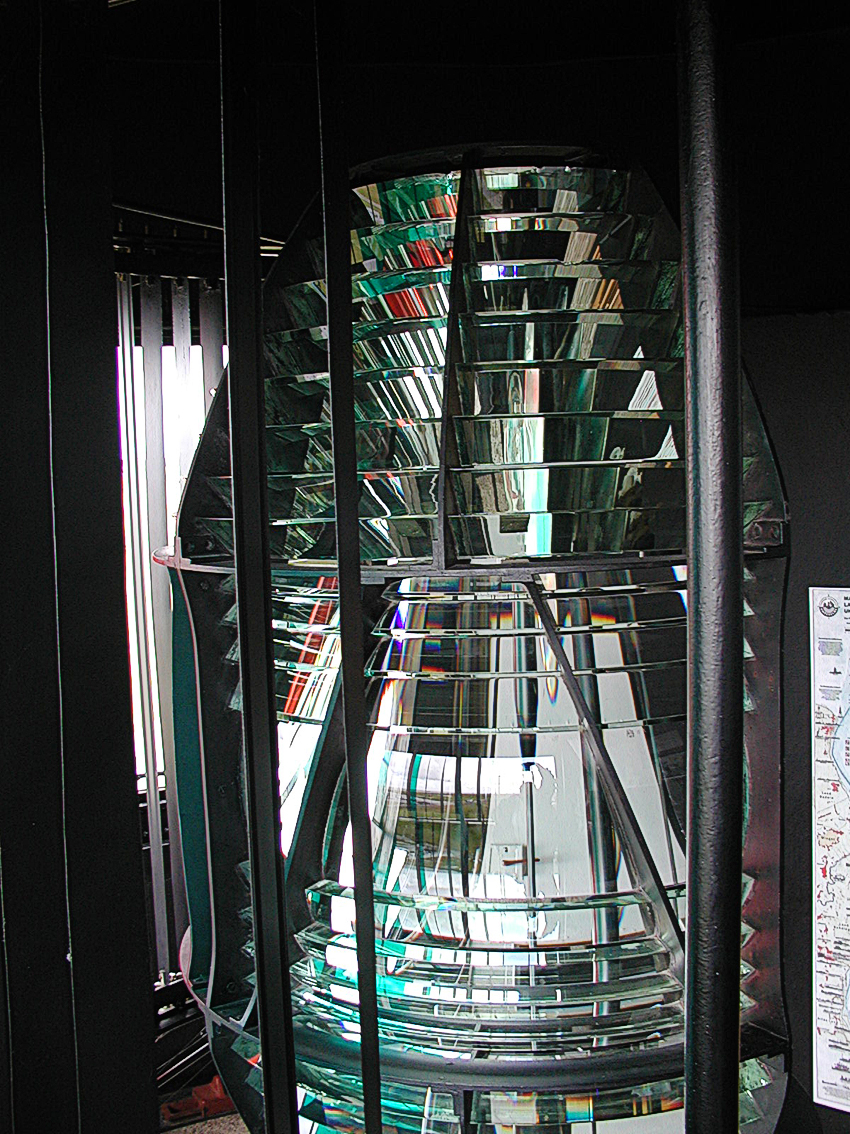